# Dodona henrici
Dodona henrici är en fjärilsart som beskrevs av Holland 1887. Dodona henrici ingår i släktet Dodona och familjen Riodinidae. Inga underarter finns listade i Catalogue of Life.